# Субате
Субате (латис. Subate, нім. Subbath) — місто в Даугавпілському районі Латвії, на кордоні з Литвою.

## Назва
- Субате (латис. Subate;  вимова)
- Зуббат, Суббат (латис. Subbath; рос. Суббат)
- Субати (пол. Subaty)